# TNPL Pugalur
TNPL Pugalur es una ciudad y nagar Panchayat situada en el distrito de Karur en el estado de Tamil Nadu (India). Su población es de 5556 habitantes (2011).

## Demografía
Según el censo de 2011 la población de TNPL Pugalur era de 5556 habitantes, de los cuales 2797 eran hombres y 2759 eran mujeres. TNPL Pugalur tiene una tasa media de alfabetización del 84,81%, superior a la media estatal del 80,09%: la alfabetización masculina es del 92,41%, y la alfabetización femenina del 77,16%.